# Epitonium lowei
Epitonium lowei is een slakkensoort uit de familie van de Epitoniidae. De wetenschappelijke naam van de soort is voor het eerst geldig gepubliceerd in 1906 door Dall.